# Szulok
Szulok [ˈsulok] (deutsch Sulk) ist eine Gemeinde im Komitat Somogy in Ungarn. Sie liegt in der südlichen Ungarischen Tiefebene ca. 15 km von der kroatischen Grenze entfernt, die durch die Drau markiert wird.

## Besonderheit der Gemeinde
Durch seine früher sehr isolierte Lage hinsichtlich kultureller, religiöser und ethnischer Zugehörigkeit der Einwohner ist Szulok ein beliebtes Forschungsobjekt in der  Europäischen Ethnologie/Volkskunde.

## Geschichte
Deutsche aus Schwaben kamen zwischen 1750 und 1770 nach Szulok und traten in die Dienste des Grafen Ladislaus Szerseny. Im Jahre 1800 wurde durch die Bewohner, die ausschließlich römisch-katholischen Glaubens waren, die Dorfkirche erbaut. Der Ort wies insofern eine Insellage auf, als er von rein ungarischen Dörfern umgeben war. 1943 hatte das Dorf ca. 2.000 Einwohner.
1944 flüchteten viele freiwillig vor der herannahenden russischen Armee nach Deutschland, andere wurden später zwangsausgesiedelt. In den 1960er Jahren wurde nach Öl gebohrt. Dabei wurde eine Thermalquelle mit hervorragender Wasserqualität gefunden. Das daraufhin von der Kolchose errichtete einfache Bad mit zwei kleineren und einem großen Schwimmbecken besteht heute noch. Allerdings wurde die Bedeutung des Bades für den Tourismus und damit für Arbeitsplätze nicht erkannt, und so wanderten mangels Arbeit die meisten jungen Leute ab. Heute zählt der Ort nur noch knapp 600 Einwohner.

## Bildung und Kultur
Das Dorf besitzt einen Kindergarten, eine Grundschule, einen Gesangsverein und eine Trachten-Volkstanzgruppe.

## Tourismus
Die wildreiche Gegend lockt zahlreiche Jäger nach Szulok, und ein Reiterhof im Ort bietet Pferdeliebhabern gute Reitmöglichkeiten. Des Weiteren bieten sich gute Angelmöglichkeiten.

## Weitere Literatur
- Norbert Spannenberger: Immigrationspolitik und interkonfessionelles Zusammenleben in Süd-Transdanubien (Szulok, S. 37), In: Rainer Bendel, Norbert Spannenberger (Hrsg.): Kirchen als Integrationsfaktor für die Migranten im Südosten der Habsburgermonarchie im 18. Jahrhundert. LIT Verlag Münster 2010. ISBN 978-3-643-10045-0
- Ander Balázs: Szulok mezögazdasága és agrártársadalma a 19 - 20. Század fortulóján a Barcsi Járás statisztikai adarainak Tükrében (dt.: Die Landwirtschaft und die Agrargesellschaft von Sulk in der Jahrhundertwende des 20. Jhs. im Spiegel der statistischen Angaben des Barcser Kreises). In: Gyökerek 2005. Dráva Múzeum, Barcs 2005, S. 39–84. BVB
- Edmund Kiehnle: Zum ländlich-kleinstädtischen Bauen in Transdanubien. [am Beispiel von Barcs und Szulok]. In: Großmann, Georg Ulrich (Hrsg.): Bauforschung und Hausforschung in Ungarn. Bericht über die Tagung des Arbeitskreises für Hausforschung e.V. in Székesfehérvár (Stuhlweißenburg), Ungarn, vom 19. – 23. Juni 1996 (Jahrbuch für Hausforschung, Bd. 47). Jonas-Verlag, Marburg 2004. ISBN 3-89445-292-7
- Rudolf Hartmann: Das deutsche Volksschauspiel in der Schwäbischen Türkei (Ungarn). Elwert, Marburg 1974. (Szulok S. 201) BVB